# Liste des cavités naturelles les plus longues de l'Essonne

Département de l'Essonne.

La liste des cavités naturelles les plus longues de l'Essonne recense sous la forme d'un tableau, les cavités souterraines naturelles connues, dont le développement est supérieur à vingt mètres.
La communauté spéléologique considère qu'une cavité souterraine naturelle n'existe vraiment qu'à partir du moment où elle est « inventée » c'est-à-dire découverte (ou redécouverte), inventoriée, topographiée et publiée. Bien sûr, la réalité physique d'une cavité naturelle est la plupart du temps bien antérieure à sa découverte par l'homme ; cependant tant qu'elle n'est pas explorée, mesurée et révélée, la cavité naturelle n'appartient pas au domaine de la connaissance partagée.
La liste spéléométrique des plus longues cavités naturelles de l'Essonne (> 20 m) est  actualisée fin 2018.
La plus longue cavité répertoriée dans le département de l'Essonne est la grotte aux Tessons à Milly (cf. ligne 1 du tableau ci-dessous).

## Essonne (France)

### Cavités de développement supérieur à20m
6 cavités sont recensées au 31-12-2018.
| Réf. | Cavités (autres noms) | Communes             | Massifs ou zones géographiques | Coordonnées (WGS 84)        | Développement (en mètres) | Dénivelée (en mètres) | Sources ou références     | Mises à jour |
| ---- | --------------------- | -------------------- | ------------------------------ | --------------------------- | ------------------------- | --------------------- | ------------------------- | ------------ |
| 1    | Grotte aux Tessons    | Milly-la-Forêt       | Platière de Coquibu            | 48° 25′ 12″ N, 2° 29′ 36″ E | +000186, m                | +0004, m              | Sports-jeunes-vacances    | 2000-00      |
| 2    | Grotte de la Souris   | Milly-la-Forêt       |                                | 48° 25′ 13″ N, 2° 29′ 30″ E | +000125, m                | +0003, m              | Sports-jeunes-vacances    | 2000-00      |
| 3    | Grotte de l’Est       | Milly-la-Forêt       |                                | 48° 25′ 12″ N, 2° 29′ 39″ E | +0 00099, m               | +0004, m              | Sports-jeunes-vacances    | 2000-00      |
| 4    | Grotte de l’Hôpital   | Abbéville-la-Rivière |                                | 48° 20′ 03″ N, 2° 10′ 33″ E | +0 00048, m               | +0003, m              | Spéléométrie de la France | 2000-00      |
| 5    | Grotte Secrète        | Milly-la-Forêt       |                                | 48° 25′ 12″ N, 2° 29′ 37″ E | +0 00028, m               | +0003, m              | Spéléométrie de la France | 2000-00      |
| 6    | Grotte des Bruyères   | Milly-la-Forêt       |                                | 48° 25′ 13″ N, 2° 29′ 30″ E | +0 00027, m               | +0003, m              | Spéléométrie de la France | 2000-00      |